# Баффало (Оклахома)
Баффало (англ. Buffalo) — город в США, административный центр округа Харпер штата Оклахома. Население — 1039 человек (2020).

## География
Баффало расположено по координатам 36°50′07″ с. ш. 99°37′40″ з. д. (36.835223, -99.627744). Согласно Бюро переписи населения США, город имеет площадь 2,08 км².

## Демография
| Год переписи                          | Нас. |  | %±     |
| ------------------------------------- | ---- |  | ------ |
| 1910                                  | 282  |  | —      |
| 1920                                  | 479  |  | 69,9%  |
| 1930                                  | 990  |  | 106,7% |
| 1940                                  | 1209 |  | 22,1%  |
| 1950                                  | 1544 |  | 27,7%  |
| 1960                                  | 1618 |  | 4,8%   |
| 1970                                  | 1579 |  | −2,4%  |
| 1980                                  | 1381 |  | −12,5% |
| 1990                                  | 1512 |  | 9,5%   |
| 2000                                  | 1200 |  | −20,6% |
| 2010                                  | 1299 |  | 8,3%   |
| 2020                                  | 1039 |  | −20%   |
| 1910–2020 Десятилетняя перепись в США |      |  |        |

Согласно переписи 2010 года, в городе проживало 1299 человек в 520 домохозяйствах в составе 342 семей. Плотность населения составляла 625 человек/км². Было 653 квартиры (314/км²).
Расовый состав населения:
| - 88,4% — белых - 0,8% — коренных американцев - 0,2% — черных или афроамериканцев - 0,2% — азиатов - 8,8% — лиц других рас |

К двум или более расам принадлежало 1,7%. Доля испаноязычных составила 20,4% всего населения.
По возрастному диапазону население распределялось следующим образом: 26,4% — лица младше 18 лет, 54,4% — лица в возрасте 18-64 лет, 19,2% — лица в возрасте 65 лет и старше. Медиана возраста жителя составила 37,2 лет. На 100 человек женского пола в городе приходилось 86,6 мужчины; на 100 женщин в возрасте от 18 лет и старше — 88,2 мужчин также старше 18 лет.
Средний доход на одно домохозяйство составил 50 084 доллара США (медиана — 39 844), а средний доход на одну семью — 68 510 долларов (медиана — 57 917). Медиана доходов составляла 34 837 долларов для мужчин и 21 705 долларов для женщин. За чертой бедности находилось 12,6% человек, в том числе 16,8% детей в возрасте до 18 лет и 10,5% лиц в возрасте 65 лет и старше.
Гражданское трудоустроенное население составляло 628 человек. Основные области занятости: образование, здравоохранение и социальная помощь — 26,1%, сельское хозяйство, лесничество, рыбалка — 22,8%, строительство — 9,9%, публичная администрация — 7,6%.